# Ante Sardelić
Ante Sardelić, hrvaški general, * 9. oktober 1921, † 19. avgust 1969.

## Življenjepis
Leta 1941 je postal član KPJ in pridružil se je NOVJ. Med vojno je bil med drugim poveljnik bataljona 2. vojvodinjske brigade.
Po vojni je bil poveljnik letalskega polka, načelnik štaba letalske divizije, pomočnik poveljnika in načelnik štaba letalske divizije, pomočnik poveljnika in načelnik štaba letalskega korpusa,...